# Quellzahl
Die Quellzahl (auch Quellungszahl) eines Ballaststoffes ist ein Maß für dessen Quellfähigkeit. Sie gibt an, um welchen Faktor sich das Volumen bei maximaler Wasseraufnahme erhöht. Für Leinsamen sind zum Beispiel im Europäischen Arzneibuch Quellzahlen von mindestens 4 vorgeschrieben. Flohsamenschalen sollten ihr Volumen bei ausreichender Wasserzugabe mehr als vervierzigfachen, haben also eine Quellzahl größer vierzig.

## Prüfmethode
Das Europäische Arzneibuch sieht vor, dass 1 Gramm der zu untersuchenden Droge mit Ethanol befeuchtet und vier Stunden lang in Wasser quellen gelassen wird. Der Mittelwert des Volumens von Droge und Schleim in Millilitern aus drei Versuchen ergibt dann die Quellungszahl.